# Sumacàrcer
Sumacàrcer è un comune spagnolo di 1 323 abitanti situato nella comunità autonoma Valenciana.